# 海瑟 (愛達荷州)
海瑟（英語：Heise）是位於美國愛達荷州傑佛遜縣的一個非建制地區。該地的面積和人口皆未知。

## 地理
海瑟的座標為43°38′31″N 111°41′04″W / 43.64194°N 111.68444°W，而該地的平均海拔高度為1525米（即5003英尺）。